# Giuseppe Buttazzo
Giuseppe Buttazzo (* 22. Mai 1954 in Castri di Lecce) ist ein italienischer Mathematiker, der sich mit Analysis befasst. Er ist Professor an der Universität Pisa.

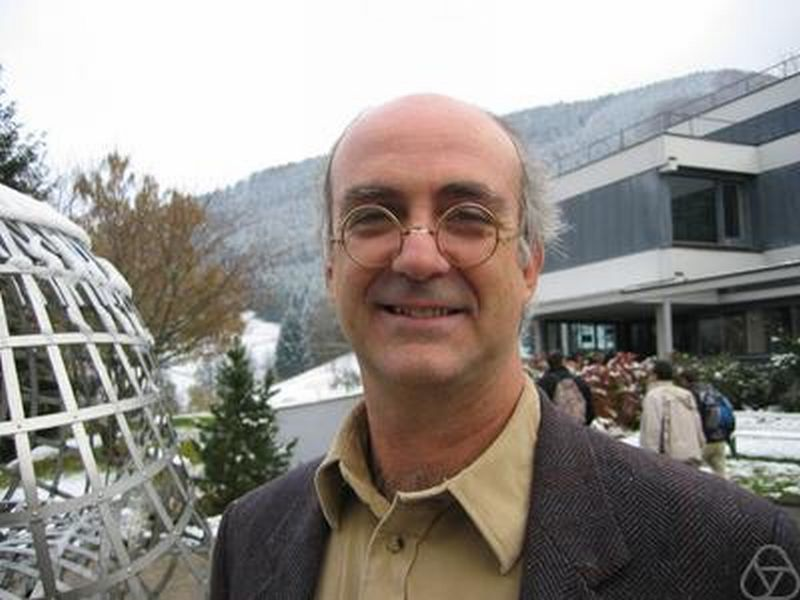
Giuseppe Buttazzo, Oberwolfach 2004

Buttazzo studierte an der Universität Pisa mit dem Laurea-Abschluss 1977 (cum laude) und an der Scuola Normale Superiore mit dem Diplom-Abschluss im gleichen Jahr bei Ennio De Giorgi (Si un tipo di convergenza variazionale). Als Post-Doktorand war er an der Ecole Normale Superieure in Saint-Cloud. Ab 1981 war er permanentes Mitglied der Scuola Normale Superiore und ab 1987 nach Gewinn eines nationalen Wettbewerbs Professor für Analysis an der Universität Ferrara. Seit 1990 ist er Professor an der Universität Pisa.
Er befasst sich mit Variationsrechnung, unter anderem Gamma-Konvergenz, optimalem Transport und optimale Kontrolltheorie und optimalen Formen zum Beispiel bezüglich Luftwiderstand.
2011 erhielt er den Luigi Amerio Preis des Istituto Lombardo.

## Schriften
- Semicontinuity, Relaxation and Integral Representation in the Calculus of Variations, Pitman Research Notes 207, 1989
- mit E. Acerbi: Primo Corso di Analisi Matematica, Bologna: Pitagora 1997
- mit Mariano Giaquinta, Stefan Hildebrandt: One-dimensional Calculus of Variations: an Introduction, Oxford University Press 1998
- mit V. Colla: Temi d'Esame di Analisi Matematica, 2 Bände, Bologna: Pitagora 2000, 2001
- mit D. Bucur: Variational Methods in Shape Optimization Problems, Birkhäuser 2005
- mit H. Attouch, G. Michaille: Variational Analysis in Sobolev and BV Spaces: Applications to PDEs and Optimization, SIAM, Philadelphia 2006
- mit A. Pratelli, S. Solimini, E. Stepanov: Optimal urban networks via mass transportation, Lecture Notes in Mathematics 1961, Springer-Verlag, 2009